# Théâtre Unga
Le théâtre Unga (en suédois : Unga Teatern), auparavant théâtre scolaire  (en suédois : Skolteatern) est un théâtre  situé dans le quartier de Kilo à Espoo en Finlande.

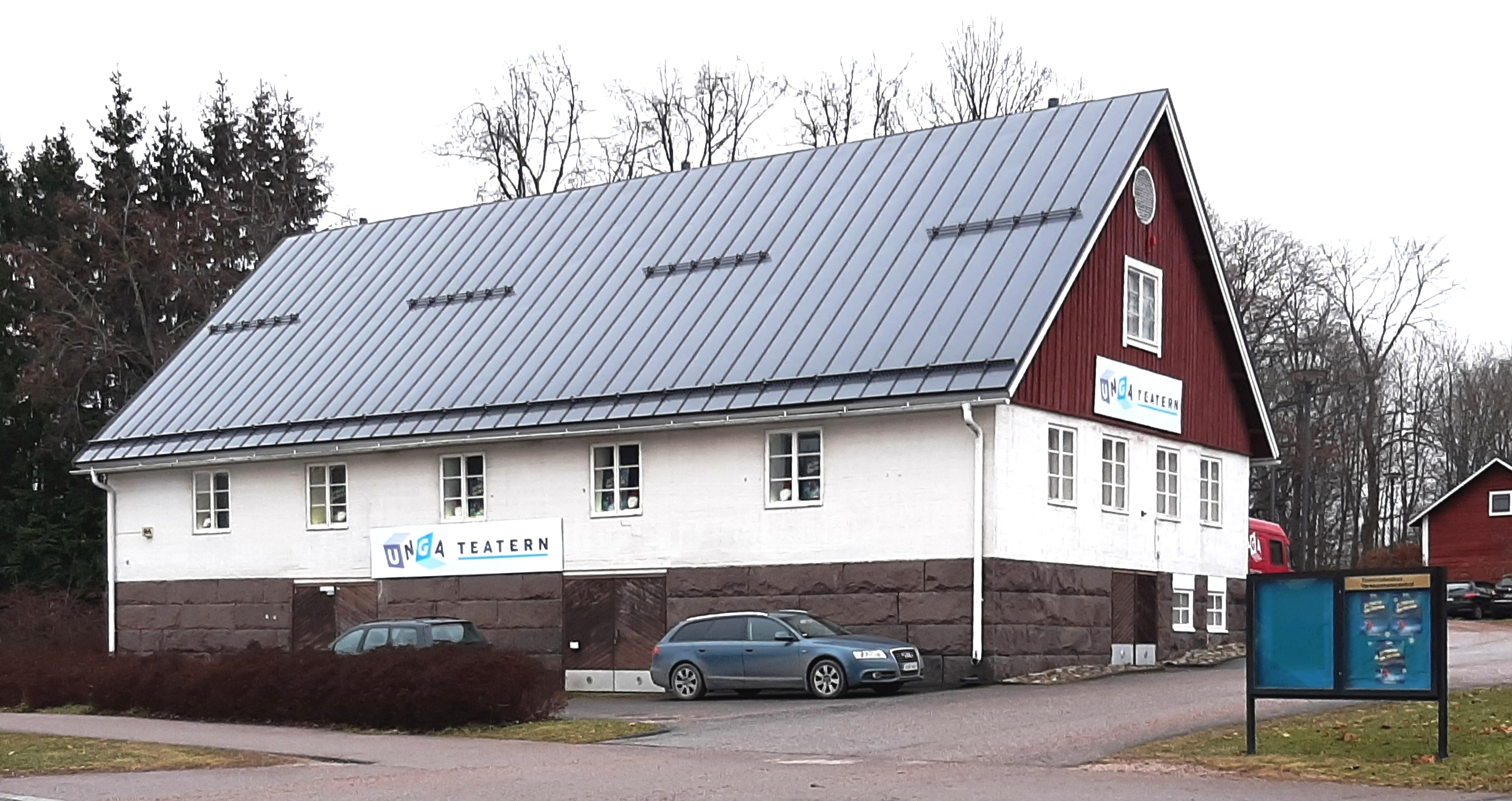
Le théâtre Unga.

## Présentation
Le théâtre Unga est le plus ancien théâtre pour enfants et adolescents de Finlande.
Il présente des pièces en suédois et en finnois.
Il a été fondé à l'origine en tant que théâtre itinérant à Tammisaari en 1960.
Le théâtre scolaire a activement tourné dans les années 1960 dans les écoles suédophones du pays. Le premier directeur du théâtre était Nils Brandt et il a été remplacé par Kristin Olsoni, Jerker Sandholm et Stina Svensson.
Margret von Martens a pris ses fonctions en 1969 et est devenue la plus ancienne directrice pionnière du Skolteatern.
Elle a parcouru le pays pendant une grande partie de son mandat, donnant parfois trois spectacles par jour, souvent pendant un mois entier d'affilée. Ils n'avaient pas de scène fixe (à l'exception de 1977-1984, lorsque le théâtre disposait d'un petit espace de répétition à Ekenäs), mais ils avaient leur propre voiture de tournée, achetée grâce à un prêt bancaire.
À la fin des années 1960, la ligne du théâtre scolaire est restructurée pour transmettre une plus grande conscience sociale.
Le plus grand succès a été une pièce de théâtre dans laquelle Marina Motaleff a joué une princesse qui ne pouvait pas parler en langue des signes.
La pièce est restée au répertoire pendant trois ans, tout comme un autre joyau du Skolteatern, la saga Le Prince heureux d'Oscar Wilde, mise en scène par Marina Motaleff avec Margret von Martens comme narratrice.
C'était un conte sans fin dont les enfants ne semblaient jamais se lasser. Même après sa période de direction, Margret von Martens a joué un certain nombre de rôles, par exemple la légende de Noël pour les plus petits, qu'elle contait année après année à Noël. La légende de Noël était très populaire dans les écoles maternelles et primaires.
Jusqu'en 1977, le théâtre fonctionnait sans scène fixe. En 1984, il s'est installé dans son emplacement actuel, la ferme de Lillklobb à Kilo. Une ancienne grange a été transformée en bâtiment de théâtre.
Dans les années 1984-1985, la ville d'Espoo a renové les bâtiments et à l'automne 1985, la première scène permanente du théâtre scolaire était prête, avec une capacité de 130 spectateurs. En 1994, le théâtre Skolteatern a été rebaptisé Unga teatern. Depuis 1997, le théâtre a également loué une deuxième scène, la scène Diana (anciennement Pikku-Lillan) à Skillnaden à Helsinki, et a ainsi réussi à toucher un public plus large.
Margret von Martens a été remplacée en 1987 par Anneli Mäkelä, qui avait auparavant travaillé au théâtre en tant qu'actrice et metteur en scène. De plus en plus de pièces sont alors jouées sur scène fixe, le nombre de tournées diminue.
Anneli Mäkelä a offert au jeune public un monde de conte de fées stimulant l'imagination, souvent avec des éléments de poésie et des moments de cirque passionnants. Elle a dramatisé un certain nombre de classiques du livre pour enfants, tels que Momo de Michael Ende, Le Petit Prince d'Antoine de Saint-Exupéry, Père et mer de Tove Jansson et L'Enfant invisible a réalisé et dramatisé Winnie l'ourson, Pelle Svanslös et Wild Baby de Barbro Lindgren.
Elle a écrit le livret de l'opéra Pierrot et les secrets de la nuit d'Ilkka Kuusisto, a écrit les paroles et dirigé le magnifique lyrique Barnkammarén, un cabaret pour enfants - et bien plus encore. Au cours de sa période, de plus en plus de pièces ont commencé à être traduites et également montrées en finnois.
Le successeur d'Anneli Mäkelä, Marjaana Castrén, est resté en poste pendant deux ans et a été remplacée en 2002 par Christian Lindroos. En 2004, il a reçu le prix culturel de la ville d'Espoo au nom du Jeune Théâtre.
Depuis 2016, le théâtre est dirigé par Paul Olin.
Le théâtre organise également des visites et met en œuvre des projets d'éducation artistique dans les écoles et les jardins d'enfants.
L'Unga Teatern a reçu le prix du théâtre de l'année au gala Thalia en 2010.